# Граљија Пјана (Вербано-Кузио-Осола)
Граљија Пјана је насеље у Италији у округу Вербано-Кузио-Осола, региону Пијемонт.
Према процени из 2011. у насељу је живело 93 становника. Насеље се налази на надморској висини од 432 м.